# Roswitha Esser
Pour les articles homonymes, voir Esser.
Roswitha Esser, née le 18 janvier 1941 à Bad Godesberg, est une kayakiste allemande pratiquant la course en ligne.
Elle est nommée personnalité sportive allemande de l'année en 1964.

## Palmarès

### Jeux olympiques
Roswitha Esser participe aux Jeux olympiques à trois reprises, en 1964 pour l'équipe unifiée d'Allemagne et en 1968 et 1972 pour l'Allemagne de l'Ouest.
- Jeux olympiques de 1968 à Mexico :
  -  Médaille d'or en K-2 500 m avec Annemarie Zimmermann.

- Jeux olympiques de 1964 à Tokyo :
  -  Médaille d'or en K-2 500 m avec Annemarie Zimmermann.

### Championnats du monde
Un total de sept médailles est remporté par Roswitha Esser lors des Championnats du monde de course en ligne, sous les couleurs de l'Allemagne de l'Ouest.
- Championnats du monde de course en ligne de canoë-kayak de 1971 à Belgrade :
  -   en K-4 500 m avec Irene Pepinghege, Renate Breuer et Heiderose Wallbaum.

- Championnats du monde de course en ligne de canoë-kayak de 1970 à Copenhague :
  -  Médaille d'or en K-2 500 m avec Annemarie Zimmermann.
  -  Médaille de bronze en K-4 500 m avec Irene Pepinghege, Roswitha Spohr et Monika Bergmann.

- Championnats du monde de course en ligne de canoë-kayak de 1966 à Berlin-Est :
  -  Médaille d'argent en K-1 500 m.
  -  Médaille d'argent en K-4 500 m avec Sigrud Kummer, Irene Rozema et Renate Breuer.

- Championnats du monde de course en ligne de canoë-kayak de 1963 à Jajce :
  -  Médaille d'or en K-2 500 m avec Annemarie Zimmermann.
  -  Médaille d'argent en K-4 500 m avec Annemarie Zimmermann, Elke Felten et Ingrid Hartmann.